# Pandemia de COVID-19 en Hong Kong
La pandemia de COVID-19 en Hong Kong inició el 23 de enero de 2020. Los casos confirmados generalmente se transfirieron al Centro de Enfermedades Infecciosas del Hospital Princess Margaret para su aislamiento y tratamiento centralizado. 
El 5 de febrero, después de una huelga de cinco días por parte de trabajadores médicos de primera línea, el gobierno de Hong Kong cerró todos menos tres puntos de control fronterizo: el Aeropuerto Internacional de Hong Kong, el Punto de Control de la Bahía de Shenzhen y el Punto de Control del Puente Hong Kong-Zhuhai-Macao restante abierto. 
Hong Kong estuvo relativamente ileso por la primera ola del brote de COVID-19 y tuvo una curva epidémica más plana que la mayoría de los otros lugares, lo que los observadores consideran notable dado su estado como centro de transporte internacional. Además, su proximidad a China y sus millones de visitantes continentales anualmente la harían vulnerable. Algunos expertos ahora creen que el hábito de usar máscaras en público desde la epidemia de SARS de 2003 puede haber ayudado a mantener sus infecciones confirmadas en 845, con cuatro muertes, a principios de abril.
En un estudio publicado en abril de 2020 en The Lancet, los autores expresaron su creencia de que las restricciones fronterizas, la cuarentena y el aislamiento, el distanciamiento social y los cambios de comportamiento, como el uso de máscaras, probablemente desempeñaron un papel en la contención de la enfermedad hasta el final de 3 de marzo. Otros atribuyeron el éxito al pensamiento crítico de los ciudadanos que se han acostumbrado a desconfiar de la competencia y las motivaciones políticas del gobierno, la Organización Mundial de la Salud y el Partido Comunista Chino. Sin embargo, Hong Kong vio un aumento en los casos de Covid-19 en julio, con más de cien casos reportados varios días seguidos, que los expertos atribuyeron a casos importados: miembros de la tripulación marítima o aérea y ayudantes domésticos.
Hasta el 29 de julio de 2022, hay 1,339,793 casos confirmados, 9,493 fallecidos y 1,219,731 pacientes recuperados del virus.

## Impacto
En vista del brote de coronavirus, la Oficina de Educación cerró todos los jardines de infantes, escuelas primarias, escuelas secundarias y escuelas especiales hasta el 20 de abril. La interrupción planteó preocupaciones sobre la situación de los estudiantes debido a los exámenes de fin de año, especialmente a la luz de la interrupción relacionada con las protestas que iniciaron en 2019 y continuó en 2020.
El examen del Diploma de Educación Secundaria de Hong Kong se pospuso por cuatro semanas a fines de marzo hasta finales de abril, con HKEAA anunciando que el componente oral del idioma chino y el idioma inglés serían cancelados.
El 5 de febrero, la aerolínea de bandera Cathay Pacific solicitó a sus 27,000 empleados tomar voluntariamente tres semanas de licencia no remunerada para fines de junio. La aerolínea había reducido previamente los vuelos a China continental en un 90% y los vuelos en general en un 30%. El arresto de docenas de activistas en favor de la democracia y políticos de la oposición por protestas organizadas y llevadas a cabo durante 2019 en el curso de las protestas de Hong Kong 2019-2020, que incluyeron el arresto de 15 figuras prominentes en favor de la democracia el 18 de abril, fue visto ampliamente que ha sido descubierto por las restricciones locales a las manifestaciones, además de la disminución de la atención internacional debido a la pandemia. La policía ha utilizado leyes de coronavirus que prohíben grupos de más de cuatro, por ejemplo, para dispersar a los manifestantes fuera de la estación del Príncipe Eduardo el 31 de marzo, y una protesta de 300 personas cantando en Cityplaza el 26 de abril.
Las ventas de moda en la región administrativa especial china retrocedieron un 35,6% en mayo, según datos de la oficina estadística. El conjunto de las ventas minoristas de Hong Kong descendió un 32,8%.
Por subsectores, las ventas de tiendas de joyería en el quinto mes del año retrocedieron un 69,7%.

## Estadísticas

### Casos por grupos de edad y género
| Edad     | Hospitalizados | Hospitalizados | Recuperados | Recuperados | Fallecidos | Fallecidos | Calculado | Calculado  |
| -------- | -------------- | -------------- | ----------- | ----------- | ---------- | ---------- | --------- | ---------- |
| Edad     | Hombre         | Mujer          | Hombre      | Mujer       | Hombre     | Mujer      | Total     | Porcentaje |
| 0-20     | 7              | 5              | 124         | 96          |            |            | 232       | 20.5%      |
| 21-30    | 2              | 3              | 125         | 115         |            |            | 245       | 21.6%      |
| 31-40    | 7              | 8              | 114         | 100         | 1          |            | 230       | 20.3%      |
| 41-50    | 4              | 2              | 70          | 53          |            |            | 129       | 11.4%      |
| 51-60    | 2              | 1              | 79          | 66          |            |            | 148       | 13.1%      |
| 61-70    | 1              | 2              | 51          | 46          | 1          |            | 101       | 8.9%       |
| sobre 70 | 2              | 3              | 17          | 22          | 1          | 2          | 47        | 4.2%       |

### Estatus y origen de los casos
Casos en hospital: 58 (0.5% de los casos confirmados)     Casos recuperados: 11,956 (97.5% de los casos confirmados)     Fallecidos: 213 (1.7% de los casos confirmados)   
  Casos importados: 2,825 (23.1% de los casos confirmados)     Casos locales: 3,157 (25.8% de los casos confirmados)     Posibles casos locales: 103 (0.9% de los casos confirmados)     Contacto cercano de casos confirmados: 6,142 (50.2% de los casos confirmados)   